# Romance enciclopédico

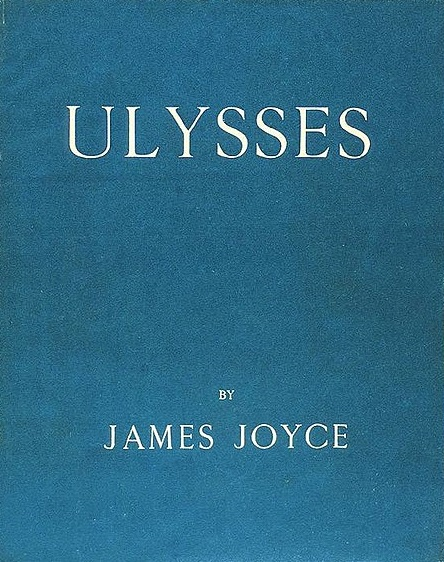
Capa do livro "Ulisses", de James Joyce, considerado por muitos o primeiro romance enciclopédico.

O Romance enciclopédico é um gênero literário escrito em prosa, cuja narrativa é geralmente marcada pela abrangência de temas e complexidade. O romance enciclopédico normalmente incorpora informações de disciplinas especializadas das ciências exatas, biológicas e teorias das ciências humanas.
Além de conhecimentos teóricos e científicos, os romances enciclopédicos tentam muitas vezes apresentar toda a gama de conhecimentos e crenças de uma cultura nacional, ao mesmo tempo em que identificam as perspectivas ideológicas a partir das quais essa cultura molda e interpreta o conhecimento de uma determinada época.

## Exemplos
O maior exemplo de romance enciclopédico é, sem dúvidas, Ulisses de James Joyce. Outros exemplos comumente citados de romances enciclopédicos incluem, Gravity's Rainbow de Thomas Pynchon, Infinite Jest de David Foster Wallace e Ruído Branco de Don DeLillo.
Outros estudos identificam a tendência enciclopédica na história da literatura anterior, considerando a Divina Comédia, Dom Quixote, Fausto, Moby Dick e Guerra e Paz como precursores, em certa medida, do romance enciclopédico.